# Marian Kwiatkowski
Marian Kwiatkowski (ur. 9 lutego 1913 w Rauxel koło Dortmundu, zm. 14 września 1985 w Śremie) – administrator parafii pw. Matki Boskiej Częstochowskiej w Poznaniu w latach 1945–1947, proboszcz dobrzycki w latach 1947-1952, prokurator Arcybiskupiego Seminarium Duchownego w Poznaniu w latach 1947-1950, zastępca rektora KUL-u w latach 1951–1952, proboszcz w Zdunach w parafii pw. Św. Jana Chrzciciela w latach 1952-1983.

## Życiorys
Do Polski przyjechał z rodzicami w 1919 i zamieszkał najpierw w Mątwach koło Inowrocławia, a potem w Bydgoszczy. Tam skończył Szkołę Parafialną św. Jana, następnie Państwowe Gimnazjum Humanistyczne. Po zdanej maturze w 1932 wstąpił do Arcybiskupiego Seminarium Duchownego. Lata seminaryjne spędził w Poznaniu i Gnieźnie. Święcenia kapłańskie otrzymał 11 czerwca 1938 w Katedrze Poznańskiej z rąk bp. Walentego Dymka.
Po święceniach został skierowany do pracy duszpasterskiej jako wikariusz w Grabowie nad Prosną w roku 1938, a następnie, od 1 lipca 1939 do parafii na poznańskiej Starołęce.
Lata okupacji hitlerowskiej spędził na Lubelszczyźnie pracując jako ogrodnik i duszpasterz. Po zakończeniu działań wojennych objął na krótki czas jako administrator parafię pw. MB Częstochowskiej w Poznaniu-Naramowicach, potem także we wsi Chojnica (dziś już nieistniejącej).
W latach 1947–1950 pełnił funkcję prokuratora Arcybiskupiego Seminarium Duchownego w Poznaniu. Wykorzystał swoje zdolności praktyczne przy jego odbudowie. Z dniem 1 października 1947 r. Dekertem abpa Walentego Dymka został proboszczem w parafii św. Tekli w Dobrzycy.
Jednocześnie objął stanowisko zastępcy rektora do spraw gospodarczych Katolickiego Uniwersytetu Lubelskiego. Krótkie zarządzanie sprawami gospodarczymi przerwało mu aresztowanie przez funkcjonariuszy SB. Po zwolnieniu z aresztu, z dniem 15 września 1952 r. przyjął stanowisko proboszcza w parafii Św. Jana Chrzciciela w Zdunach w powiecie krotoszyńskim.
W 1959 roku ks. Marian Kwiatkowski uczestniczył w ekshumacji, a potem w pochówku Ludwika Danielaka, pocztowca i harcerza ze Zdun, zamordowanego przez żołnierzy Wehrmachtu w 1939 roku. W listopadzie 1983 r. przeszedł w stan spoczynku i zamieszkał w budowanym przez siebie domu we wsi Borówiec, w parafii Kórnik.
W lipcu 1985 roku poważnie zachorował i został przewieziony najpierw do szpitala w Śremie, a potem w Poznaniu. Powrócił do domu w Borówcu, ale nawrót choroby spowodował kolejną hospitalizację. Zmarł w szpitalu w Śremie, 14 września 1985 roku. Pogrzeb, zgodnie z życzeniem zmarłego, odbył się w Kórniku.